# Afronycteris nanus
Afronycteris nanus (банановий нетопир) — вид роду нетопирів.

## Середовище проживання
Цей кажан широко поширений протягом більшої частини Африки південніше Сахари. Цей вид був записаний з різних місць проживання, у тому числі це низовинні й гірські вологі тропічні ліси, сухі та вологі савани. Вони здаються особливо поширеними в місцевостях з бананових рослин. Закатане листя цих рослин часто використовується як місця відпочинку, тварини також можуть спочивати в дахах і в солом'яних сільських хатинах. Тварини зазвичай ночують окремо або невеликими колоніями від двох до шести осіб.

## Загрози та охорона
Здається, немає серйозних загроз для даного виду. У зв'язку з широким ареалом виду, цілком імовірно, що він присутній в багатьох охоронних територіях.